# Cirrhochrista excavata
Cirrhochrista excavata là một loài bướm đêm trong họ Crambidae.